# Philip Bruce White

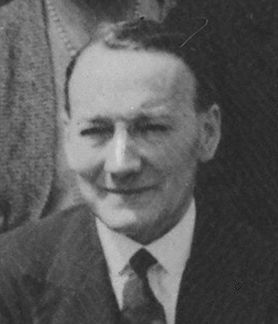
Philip Bruce White

Philip Bruce White (* 29. Dezember 1891 in Bangor (Wales); † 19. März 1949 in London) war ein britischer Bakteriologe.

## Wirken
White veröffentlichte 1926 ein Schema zur Klassifikation von Salmonellen auf serologischer Basis. Dieses wurde später vom deutsch-dänischen Bakteriologen Fritz Kauffmann erweitert und ausgebaut. Infolgedessen wurde es Kauffmann-White-Schema genannt.
Im Jahr 1941 wurde White als Mitglied („Fellow“) in die Royal Society aufgenommen.